# Mansfield, Pennsylvania
Mansfield là một thị trấn thuộc quận Tioga, tiểu bang Pennsylvania, Hoa Kỳ. Năm 2010, dân số của thị trấn này là 3625 người.